# Canazei
Canazei (Ladin: Cianacèi, tysk: Kanetschei, Kanzenei eller Kanascheid) er en kommune, by og et vintersportssted i provinsen Trentino i det nordlige Italien. Canazei er lokaliseret i den øvre del af Val di Fassa, omkring 110 km nordøst for Trento. Navnet stammer fra det latinske ord cannacetum (sivkrat, rørskov).

## Demografi
I opgørelsen for 2001 blev indbyggertallet angivet til 1.498 ud af 1.818 (82,4 %), der havde ladin som deres modersmål.

## Infrastruktur
Ved Canazei findes bjergpassene Pordoipasset, Campolongopasset, Gardenapasset og Sellapasset, som til sammen gør det muligt at køre Sellaronda i bil eller på cykel. Sellaronda er en berømt turistvej. Gennem Canazei by går turistruten "The Great Dolomites Road".

## Sport
Canazei er basisstation for mange ekskursioner og bjergbestigninger til Sella, Marmolada og Sassolungo bjergene.
Kommunen er repræsenteret i ishockey Serie A af HC Fassa, som spiller på Stadio del Ghiaccio Gianmario Scola. Canazei var medvært ved VM i ishockey 1994 sammen med Bolzano og Milano.
Canazei er et skisportsområde omkring Sella Ronda-nedfarterne med omtrent 42 km pister. Canazei er en del af det store skområde Dolomiti superski.
- Torrent Avisio i Canazei centrum
- Canazei om sommeren
- Canazei centrum og Marmolada om aftenen

## Begivenheder
- Gran Festa da d'Istà (store sommerfest - på ladin): afholdes første søndag i september med et traditionelt folkeoptog
- Te Anter i Tobiè: den 2. weekend i juli

## Kirker
- Chiesetta della Madonna della Neve

Kirken er dedikeret til vor frue i sneen og er lokaliseret i Gries, en af Canazeis landsbyer. Den er bygget i 1595 og har et karakteristisk løgformet klokketårn og på sydsiden er der et billede af S. Christopher, som blev malet i det 18. århundrede.
- Chiesetta di San Floriano

Kirken er lokaliseret i centrum af byen og blev bygget i 1592.